# Haro
Haro è un comune spagnolo di 12 203 abitanti situato nella comunità autonoma di La Rioja, quarta città per numero di abitanti. È situato alla confluenza del fiume Tirón con l'Ebro.
La cittadina ha dato i natali all'ex-calciatore e commissario tecnico della Nazionale maschile di calcio della Spagna, Luis de la Fuente Castillo.